# Shenandoahvallei
De Shenandoahvallei is het dal van de Shenandoah in het westelijk deel van de Amerikaanse deelstaat Virginia. De naam "Shenandoah" is afgeleid van een indiaanse uitdrukking voor "mooie dochter van de sterren".
Het dal loopt van Winchester in het noorden tot Staunton in het zuiden. De vallei wordt in het oosten begrensd door de Blue Ridge Mountains en in het westen door de Appalachen. Andere stadjes in de vallei zijn Harrisonburg, Waynesboro en Front Royal. De regio bevat ook het oostelijke deel (de panhandle) van West Virginia met de stadjes Martinsburg en Harper's Ferry.
De Shenandoah-vallei is een productief landbouwgebied, waarin de eerste pioniers zich vanaf 1730 vestigden, voornamelijk immigranten van Duitse en later Schots-Ierse afkomst.
Tijdens de Amerikaanse Burgeroorlog werden vele veldslagen uitgevochten in deze vallei, waarvan met name de veldtocht van Thomas Jackson in 1862 en die van Jubal Early en Philip Sheridan in 1864 nog bekend zijn.
Delen van het gebied behoren tot het Shenandoah National Park.